# Energiepark
Energieparks sind Flächen zur Errichtung von Energieumwandlungstechnologien in kombinierten Anlagensystemen, die primär erneuerbare Energieträger wie Windenergie und Solarenergie zur dezentralen Versorgung mit Strom oder Wärme nutzen. Zu dieser Definition zählen auch Infrastruktureinheiten, wie z. B. Speichereinheiten und Übergabestationen, die den Betrieb des Parks fördern. Der Anlagenbetrieb sollte dabei räumlich und organisatorisch als zusammengehörig wahrgenommen werden. Die Erzeugung von Kraftstoffen ist bei jetzigem Stand der Technik für eine allgemeine Definition von Energieparks ebenfalls zu berücksichtigen.  

## Beispiele
- Energielandschaft Morbach
- Energiepark Clausthal, Clausthal
- Energiepark KonWerl, Werl
- Mont-Cenis, Herne